# Luigi Capaldo
Luigi Capaldo est un homme politique italien, né le 29 janvier 1855 à Bisaccia (Campanie) et mort en 1947. Il est député des XVIIIe, XIXe, XXe, XXIe, XXIIe, XXIIIe et XXIVe législatures du royaume d'Italie.
Il est sous-secrétaire des Postes et Télégraphes sous le gouvernement Pelloux I (juin 1898 – mai 1899) puis sous-secrétaire de l'Agriculture, de l'Industrie et du Commerce sous le gouvernement Giolitti IV (mars 1911 – mars 1914).
Capaldo est diplômé de jurisprudence et exerce la profession d'avocat. Il est le frère cadet de Pietro Capaldo, sénateur du royaume d'Italie.

## Source de la traduction
- (it) Cet article est partiellement ou en totalité issu de l’article de Wikipédia en italien intitulé « Luigi Capaldo » (voir la liste des auteurs).